# Resonanstunneltransistor
En resonanstunneltransistor eller RTT er en transistor som bl.a. på en lille del af sin overføringsfunktion har en negativ differentiel modstand.